# Stefan Bratkowski (ksiądz)
Stefan Ludwik Bratkowski (ur. 21 lipca 1876 w Wągrowcu, zm. 22 kwietnia 1963 w Spławiu) – polski ksiądz katolicki, poseł na Sejm I kadencji.

## Życiorys
Syn Antoniego i Pelagii z domu Hammerling. Uczył się w progimnazjum, w Trzemesznie, świadectwo dojrzałości uzyskał w 1896 w Wągrowcu. Już w gimnazjum był członkiem tajnej organizacji młodzieżowej „Znicz”. Następnie ukończył Arcybiskupie Seminarium Duchowne w Poznaniu w 1899 i otrzymał święcenia kapłańskie.
Był wikariuszem w Połajewie (listopad 1899 do stycznia 1900), Brodnicy (styczeń do listopada 1900), Biezdrowie (listopad 1900 do lutego 1902), Lubaszu (luty do sierpnia 1902) i Zielonej Wsi (od sierpnia 1902 do 19 listopada 1905). 20 listopada 1905 został proboszczem w Objezierzu. Działał w komitetach wyborczych do sejmiku pruskiego i Reichstagu. Jako wikariusz w Biezdrowie był oskarżony przez pruską policję o polską agitację. Od 1905 działał w organizacji „Straż Narodowa”, był jej starostą na powiat obornicki. Był patronem Katolickiego Stowarzyszenia Robotników w Objezierzu. W 1914 komitet wyborczy w Obornikach wysunął kandydaturę ks. Bratkowskiego do Reichstagu, jednak nie przyjął on nominacji.
Od kwietnia 1916 był proboszczem w Dziekanowicach (formalnie powołany 23 września tego roku). Pracował tam do końca 1930. Był członkiem zarządu powiatowego Towarzystwa Czytelni Ludowych, a także członkiem Towarzystwa Pomocy Naukowej im. Karola Marcinkowskiego. W 1918 został wybrany do powiatowej Rady Ludowej w Gnieźnie.
W 1918 został delegatem na Polski Sejm Dzielnicowy. Był posłem do Sejmu I kadencji w latach 1922–1927. Został wybrany w okręgu Gniezno, był członkiem Klubu Chrześcijańsko-Narodowego. Od 1922 był członkiem Rady Głównej Chrześcijańsko-Narodowego Stronnictwa Rolniczego.
Od 1931 (formalnie od czerwca 1934) był proboszczem w Spławiu. Usunięty przez Niemców w 1939 spędził okupację w Warszawie. W 1945 powrócił do Spławia, gdzie był proboszczem do przejścia na emeryturę w 1956. W 1959 otrzymał godność honorowego kanonika Kolegiaty św. Marii Magdaleny w Poznaniu. Zmarł w Spławiu i jest pochowany na tamtejszym cmentarzu.